# Arquidiocese de Tamale
A Arquidiocese de Tamale (Archidiœcesis Tamalensis) é uma circunscrição eclesiástica da Igreja Católica situada em Tamale, Gana. Seu atual arcebispo é Philip Naameh. Sua Sé é a Catedral Nossa Senhora da Anunciação de Tamale.
Possui 16 paróquias servidas por 55 padres, abrangendo uma população de 970 370 habitantes, com 2,1% da dessa população jurisdicionada batizada (20 275 católicos).

## História
A prefeitura apostólica de Navrongo foi erigida em 11 de janeiro de 1926 com o breve In hac Divi Petri do Papa Pio XI, recebendo o território do vicariato apostólico de Ouagadougou (hoje uma arquidiocese).
Em 26 de fevereiro de 1934 a prefeitura apostólica foi elevada a vicariato apostólico por força da bula Quæ ad latius do Papa Pio XI.
Em 18 de abril de 1950 por efeito da bula Læto accepimus do Papa Pio XII o vicariato apostólico foi elevado a diocese e assume o nome de diocese de Tamale, sendo sufragânea da Arquidiocese de Cape Coast.
Após várias transferências territoriais, ocorridas em 23 de abril de 1956 e 3 de novembro de 1959 em benefício da ereção, respectivamente, das dioceses de Navrongo (atual diocese de Navrongo-Bolgatanga) e de Wa, em 30 de maio de 1977 foi elevada a categoria de arquidiocese metropolitana em virtude da bula Tametsi Christi do Papa Paulo VI.
Em 3 de fevereiro de 1995 e em 16 de março de 1999 cedeu outras partes de território em vantagem da ereção, respectivamente, das dioceses de  Damongo e de Yendi.

## Prelados
|            | Nome                         | Período    | Notas                     |
| Arcebispos | Arcebispos                   | Arcebispos | Arcebispos                |
| ---------- | ---------------------------- | ---------- | ------------------------- |
| 3º         | Philip Naameh                | 2009-atual |                           |
| 2º         | Gregory Ebolawola Kpiebaya † | 1994-2009  |                           |
| 1º         | Peter Poreku Dery †          | 1977-1994  |                           |
| Bispos     |                              |            |                           |
| 4º         | Peter Poreku Dery †          | 1974-1977  |                           |
| 3º         | Gabriel Champagne, M.Afr. †  | 1957-1972  |                           |
| 2º         | Gérard Bertrand, M.Afr. †    | 1948-1957  | Nomeado Bispo de Navrongo |
| 1º         | Oscar Morin, M.Afr. †        | 1926-1947  |                           |